# ビクトリアーノ・ウエルタ
ホセ・ビクトリアーノ・ウエルタ・マルケス（スペイン語: José Victoriano Huerta Márquez, 1850年12月22日 - 1916年1月13日）は、メキシコの軍人および大統領。
同じく元メキシコ大統領のアドルフォ・デ・ラ・ウエルタと血縁関係はない。

## 経歴
ウエルタはハリスコ州コロトランの町で白人とアメリカインディアンの混血として生まれた。彼は17歳のときにメキシコ陸軍に入隊し名を揚げ、チャプルテペクの陸軍士官学校への入学許可を獲得した。
1894年に彼は大佐に昇任、ポルフィリオ・ディアス政権中に彼は将軍として、1903年にユカタン州チャン・サンタクルーズのマヤ人を鎮圧、1910年に反逆者エミリアーノ・サパタと戦った。
ディアスが1911年に追放された後、ウエルタはフランシスコ・マデロの新政権に対する忠誠を誓約し、マデロ政権によって軍の最高司令官に指名された。1912年3月パスクワル・オロスコがチワワ州で反乱。マデロは反乱軍の掃討をウエルタに命じ、ウエルタは9月に反乱を鎮圧、オロスコはアメリカ合衆国に亡命した。
1913年1月、百万ペソの使い込みでウエルタは軍司令官を解任される。2月9日にディアス前大統領の甥のフェリックス・ディアスらによる反乱が発生し、マデロはウエルタを首都警備隊司令官に任命した。反乱軍は劣勢に追い込まれるが、駐墨アメリカ大使のヘンリー・レーン・ウィルソンとディアスはウエルタと密会、指導者のポストを約束されたウエルタは反乱軍に寝返り2月18日にマデロと副大統領ホセ・マリア・ピノ・スアレスを逮捕、外務大臣から大統領に任命させたペドロ・ラスクラインに自らを内務長官に任命させ、わずか一時間後の彼の辞任を受けて暫定大統領に就任。マデロとピノは2月22日にメキシコシティの刑務所へ移送中に殺害された。これらの事件はメキシコでは「悲劇の十日間」と呼ばれる。
大統領となったウエルタは数人の議員を含む百人近くを処刑し、議会と裁判所を閉鎖、軍事独裁政権を確立した。ウッドロウ・ウィルソン・アメリカ大統領はウエルタ政権を承認せず、ヘンリー・レーン・ウィルソン大使を更迭、ウエルタに辞任と再選挙を行うよう要求した。ウエルタは要求を拒絶し、ウィルソン大統領はメキシコの最も重要な港であるベラクルス港にアメリカ軍を上陸させた。
アメリカの支持を得られなかったウエルタはヨーロッパ諸国に支持を求める。メキシコ国内の石油権益も絡み、イギリスとドイツがウエルタに支持を表明した。亡命から帰国したオロスコはウエルタを支持し、反体制派を弾圧した。一方反ウエルタ派はコアウィラ州知事であり前国防相のベヌスティアーノ・カランサを指導者として集結、カランサを第一統領とする「護憲軍」が結成された。8月にウィルソン大統領がウエルタの元に使者を派遣、彼の不出馬を条件とする大統領選挙を行うならば、カランサとの間を取り持つとの提案がなされたが、ウエルタはこれを拒否した。10月にカランサはソノラ州で臨時政府の樹立を宣言、ウエルタはアメリカの内政干渉を拒否する声明を発表した。11月7日にウィルソン大統領はウエルタの退陣を求める声明を発表、1914年に入るとアメリカはメキシコへの武器輸出を禁止、外国からのメキシコへの武器を押収するなどした。ウエルタの政府軍は次第に劣勢となり、1914年7月5日に議会はウエルタを大統領に再選するが、アルバロ・オブレゴンの率いるソノラ州軍が首都に迫り、ウエルタは7月14日に大統領職を辞職した。
辞職後彼はイギリスに亡命、その後スペインに移動し国内政権への復帰を目論みドイツのカイザー・ヴィルヘルム2世の支援を受けた工作員と接触しアメリカに入国したが、計画はスペイン、アメリカ両国で露見し、ニューメキシコ州ニューマンで1915年6月27日にアメリカ中立法違反の共謀容疑でオロスコと共に逮捕された。陸軍刑務所に収監された後保釈されたが、メキシコへの逃亡の恐れから（オロスコは同年8月30日に逃亡を企てたため、アメリカ軍により殺害されている）テキサス州エルパソで自宅軟禁された後、再び収監される。その間の過度の飲酒がたたり、ウエルタは翌1916年に肝硬変で死去した。エルパソのEvergreen Alameda Cemeteryに埋葬されている。
ウエルタの背信行為から、現在でもメキシコ国民は彼を「ジャッカル」El Chacal として非難している。